# Doddakanagalu, Somvarpet
Doddakanagalu là một làng thuộc tehsil Somvarpet, huyện Kodagu, bang Karnataka, Ấn Độ.